# Seznam představitelů Argentiny

Vlajka argentinského prezidenta
Poměr stran: 1:1

Vlajka argentinského prezidenta na vodě
Poměr stran: 2:3

Seznam státních představitelů Argentiny zahrnuje hlavy argentinského státu.

## Prezidenti
- (1) Bernardino Rivadavia (1826–1827)
- (2) Vicente López y Planes (1827)
- (3) Justo José de Urquiza (1854–1860)
- (4) Santiago Derqui (1860–1861)
- (5) Juan Esteban Pedernera (1861)
- (6) Bartolomé Mitre (1862–1868)
- (7) Domingo Faustino Sarmiento (1868–1874)
- (8) Nicolás Avellaneda (1874–1880)
- (9) Julio Argentino Roca (1880–1886)
- (10) Miguel Juárez Celman (1886–1890)
- (11) Carlos Pellegrini (1890–1892)
- (12) Luis Sáenz Peña (1892–1895)
- (13) José Evaristo Uriburu (1895–1898)
- (14) Julio Argentino Roca (1898–1904)
- (15) Manuel Quintana (1904–1906)
- (16) José Figueroa Alcorta (1906–1910)
- (17) Roque Sáenz Peña (1910–1914)
- (18) Victorino de la Plaza (1914–1916)
- (19) Hipólito Yrigoyen (1916–1922)
- (20) Marcelo Torcuato de Alvear (1922–1928)
- (21) Hipólito Yrigoyen (1928–1930)
- (22) José Félix Uriburu (1930–1932)
- (23) Agustín Pedro Justo (1932–1938)
- (24) Roberto Marcelino Ortiz (1938–1940)
- (25) Ramón Castillo (1940–1943)
- (26) Arturo Rawson (1943)
- (27) Pedro Pablo Ramírez (1943–1944)
- (28) Edelmiro Julián Farrell (1944–1946)
- (29) Juan Domingo Perón (1946–1955)
- (30) Eduardo Lonardi (1955)
- (31) Pedro Eugenio Aramburu (1955–1958)
- (32) Arturo Frondizi (1958–1962)
- (33) José María Guido (1962–1963)
- (34) Arturo Umberto Illia (1963–1966)
- (35) Juan Carlos Onganía (1966–1970)
- (36) Roberto Marcelo Levingston (1970–1971)
- (37) Alejandro Agustín Lanusse (1971–1973)
- (38) Héctor José Cámpora (1973)
- (39) Raúl Alberto Lastiri (1973)
- (40) Juan Domingo Perón (1973–1974)
- (41) Isabel Martínez de Perón (1974–1976)
- (42) Jorge Rafael Videla (1976–1981)
- (43) Roberto Eduardo Viola (1981)
- (44) Leopoldo Galtieri (1981–1982)
- (45) Reynaldo Bignone (1982–1983)
- (46) Raúl Alfonsín (1983–1989)
- (47) Carlos Menem (1989–1999)
- (48) Fernando de la Rúa (1999–2001)
- (49) Adolfo Rodríguez Saá (2001)
- (50) Eduardo Duhalde (2002–2003)
- (51) Néstor Kirchner (2003–2007)
- (52) Cristina Fernándezová (2007–2015)
- (53) Mauricio Macri (2015–2019)
- (54) Alberto Fernández (2019–2023)
- (55) Javier Milei (od 2023)

## Viceprezidenti
- Salvador María del Carril (1854–1860)
- Juan Esteban Pedernera (1860–1861)
- Neobsazeno (1861)
- Neexistovalo (1861–1862)
- Neobsazeno (1862)
- Marcos Paz (1862–1868)
- Neobsazeno (1868)
- Adolfo Alsina (1868–1874)
- Mariano Acosta (1874–1880)
- Francisco Bernabé Madero (1880–1886)
- Carlos Pellegrini (1886–1890)
- Neobsazeno (1890–1892)
- José Evaristo Uriburu (1892–1895)
- Neobsazeno (1895–1898)
- Norberto Quirno Costa (1898–1904)
- José Figueroa Alcorta (1904–1906)
- Neobsazeno (1906–1910)
- Victorino de la Plaza (1910–1914)
- Neobsazeno (1914–1916)
- Pelagio Luna (1916–1919)
- Neobsazeno (1919–1922)
- Elpidio González (1922–1928)
- Enrique Martínez (1928–1930)
- Enrique Santamarina (1930)
- Neobsazeno (1930–1932)
- Julio Argentina Roca ml. (1932–1938)
- Ramón Castillo (1938–1942)
- Neobsazeno (1942–1943)
- Sabá H. Sueyro (1943)
- Edelmiro Julián Farrell (1943–1944)
- Juan Domingo Perón (1944–1945)
- Juan Pistarini (1945–1946)
- Hortensio Quijano (1946–1952)
- Neobsazeno (1952–1954)
- Alberto Tessaire (1954–1955)
- Isaac Francisco Rojas (1955–1958)
- Alejandro Gómez (1958)
- Neobsazeno (1958–1962)
- Neexistovalo (1962–1963)
- Carlos Humberto Perette (1963–1966)
- Neexistovalo (1966–1973)
- Vicente Solano Lima (1973)
- Neobsazeno (1973)
- María Estela Martínez (1973–1974)
- Neobsazeno (1974–1976)
- Neexistovalo (1976–1983)
- Víctor H. Martínez (1983–1989)
- Eduardo Duhalde (1989–1991)
- Neobsazeno (1991–1995)
- Carlos Federico Ruckauf (1995–1999)
- Carlos Álvarez (1999–2000)
- Neobsazeno (2000–2003)
- Daniel Scioli (2003–2007)
- Julio Cobos (2007–2011)
- Amado Boudou (2011–2015)
- Gabriela Michetti (2015–2019)
- Cristina Fernándezová (2019–2023)
- Victoria Villarruel (od 2023)